# Rotschwanzlerche

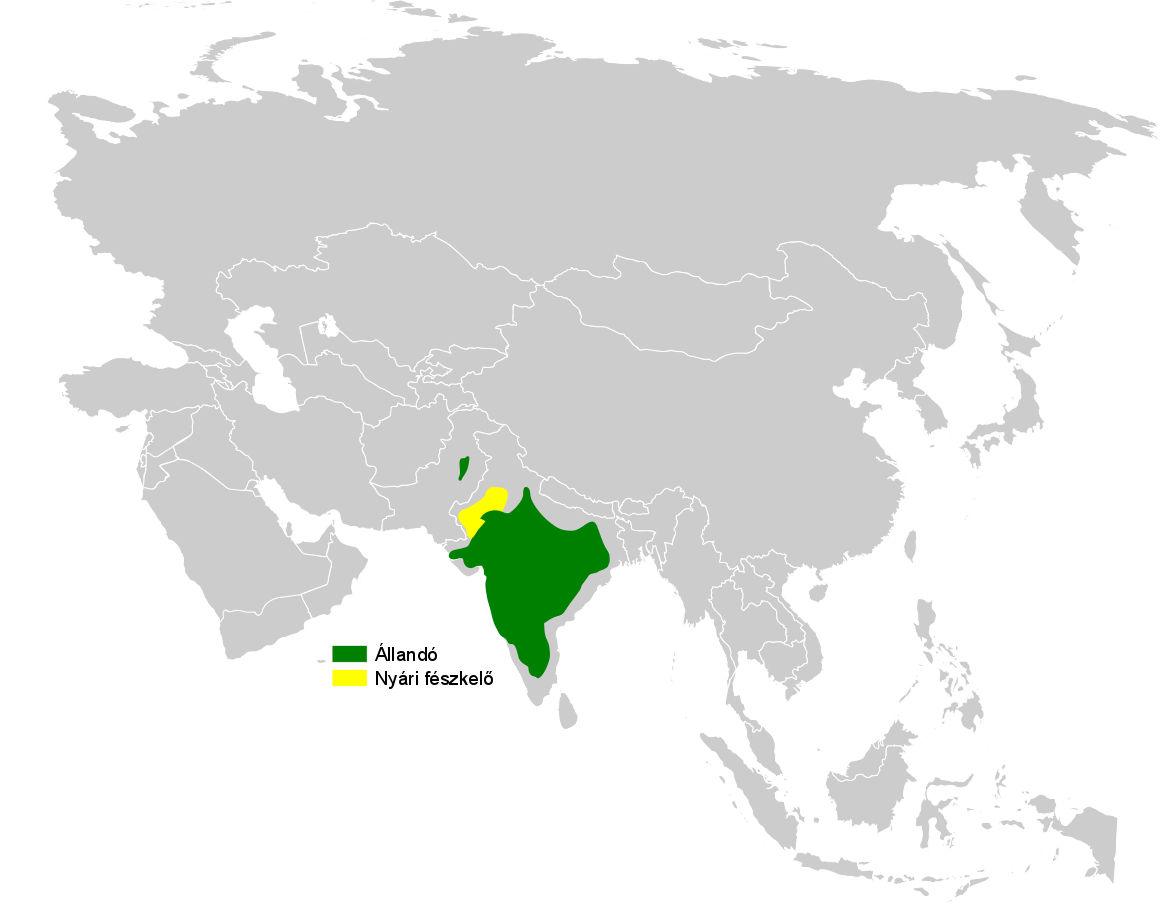
Verbreitungsgebiet der Rotschwanzlerche
Brutgebiete
Ganzjähriges Vorkommen

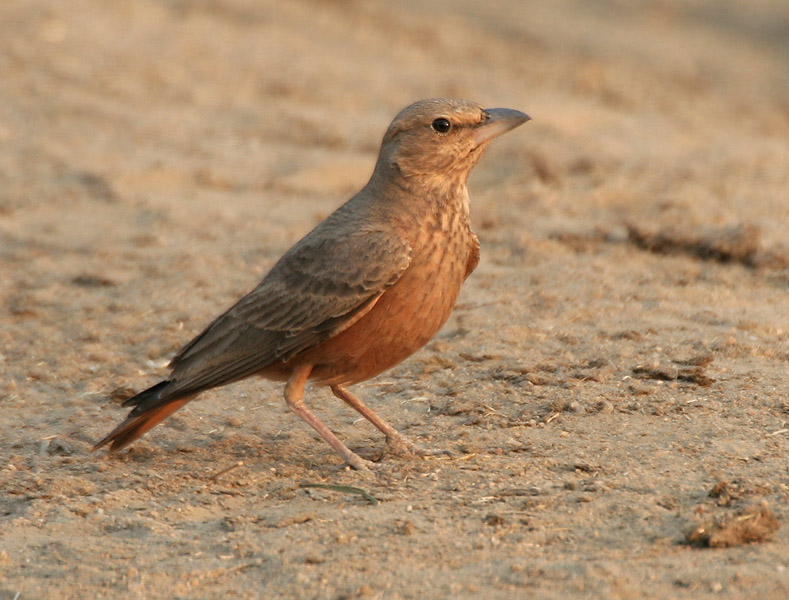
Rotschwanzlerche

Die Rotschwanzlerche (Ammomanes phonicura) ist eine Art aus der Familie der Lerchen. Ihr Verbreitungsgebiet ist der indische Subkontinent. Es werden zwei Unterarten unterschieden.
Die Bestandssituation der Rotschwanzlerche wird von der IUCN mit ungefährdet (least concern) eingestuft.

## Merkmale
Die Rotschwanzlerche erreicht eine Körperlänge von etwa 16 Zentimetern, wovon 5,7 bis 6,4 Zentimeter auf den Schwanz entfallen. Die Schnabellänge beträgt vom Schädel aus gemessen 1,5 bis 1,7 Zentimeter. Sie wiegen zwischen 21 und 28,3 Gramm. Es besteht kein auffallender Geschlechtsdimorphismus.
Die Rotschwanzlerche ist eine kleine rötlich und graugefärbte Lerche, deren Gefieder nur in geringem Maße eine Strichelung aufweist. Sie ähnelt der Steinlerche, ist aber insgesamt deutlich dunkler und auf der Körperunterseite stärker rotbraun. Das Schwanzgefieder weist eine schwarze Endbinde auf, der mit der ansonsten braunroten Färbung der Steuerfedern auffallend kontrastiert. Der Schnabel ist hornbraun, wobei der Oberschnabel etwas dunkler ist. Läufe und Füße sind braun mit etwas dunkleren Krallen. Die Iris ist haselnussbraun.

### Gesang
Der Gesang der Rotschwanzlerche besteht aus einer Anreihung drosselähnlicher Silben. Das Männchen trägt diesen Gesang sowohl im Singflug als auch von Ansitzwarten wie Erdhügeln oder Steinen vor. Beim Singflug steigt das Männchen 30 Meter in die Luft und kreist in dieser Höhe für mehrere Minuten singend, um dann zunächst stufenweise die Flughöhe zu verringern. Es lässt sich dann mit angezogenen Flügeln steil auf den Boden herabfallen.

## Verbreitungsgebiet und Lebensraum
Das Verbreitungsgebiet der Rotschwanzlerche ist der indische Subkontinent. Die nördliche Verbreitungsgrenze verläuft von Kachchh über Delhi und Uttar Pradesh bis in den Südwesten von Bangladesch. Auf Sri Lanka fehlt die Rotschwanzlerche. Im gesamten Verbreitungsgebiet ist die Rotschwanzlerche ein Standvogel.
Der Lebensraum der Rotschwanzlerche sind offene, steinige Landschaften, die nur schütter mit Büschen bestanden sind. Sie ist auch auf Brachland in der Nähe von Agrarflächen anzutreffen.

## Lebensweise
Die Rotschwanzlerche frisst Sämereien. Zum Nahrungsspektrum gehören auch Reis und die Körner anderer Getreidearten. Sie frisst außerdem Gliederfüßer. Während der Nahrungssuche laufen sie in Zickzacklinien am Boden umher.
Die Fortpflanzungszeit fällt in den Zeitraum von Februar bis Mai. Wie alle Lerchen ist auch die Rotschwanzlerche ein Bodenbrüter. Beide Elternvögel sind am Nestbau und der Aufzucht der Jungvögel beteiligt. Das Gelege besteht aus zwei bis vier Eiern. Die Eier sind cremefarben bis grünlich weiß mit kleinen rötlich braunen Fleckchen.

## Einzelbelege
1. 1 2  Pätzold: Kompendium der Lerchen. S. 176.
2. ↑  Pätzold: Kompendium der Lerchen. S. 174.
3. ↑  Pätzold: Kompendium der Lerchen. S. 175.